# Polystichtis apotheta
Polystichtis apotheta är en fjärilsart som beskrevs av Bates 1868. Polystichtis apotheta ingår i släktet Polystichtis och familjen Riodinidae. Inga underarter finns listade i Catalogue of Life.